# República Popular de Angola
A República Popular de Angola, também conhecida pela sigla RPA, foi o Estado socialista monopartidário que foi estabelecido em 1975 depois que obteve a independência de Portugal, semelhante à situação em Moçambique. A nação recém-fundada desfrutou relações amigáveis com as nações socialistas e comunistas, mas particularmente com a União Soviética, República Popular do Congo, Checoslováquia, Cuba e República Popular de Moçambique. O país era governado pelo Movimento Popular de Libertação de Angola (MPLA), que foi responsável pela sua adoção pelo marxismo-leninismo de vertente socialista. Os grupos de oposição União Nacional para a Independência Total de Angola (UNITA) e Frente Nacional de Libertação de Angola (FNLA), proclamaram a fundação do Estado rival fantoche República Popular Democrática de Angola (RPDA), levando a cabo uma guerra civil, com o apoio da África do Sul e dos Estados Unidos, contra a RPA.
No processo de independência o Brasil foi o primeiro país a reconhecer a independência de Angola, em 6 de novembro de 1975. A RPA foi reconhecida como legítimo governo angolano e admitida como membro da Organização da Unidade Africana (OUA) em 11 de fevereiro de 1976. Em 1 de dezembro de 1976 a Assembleia Geral das Nações Unidas admitiu a RPA como membro 146º.
No período em questão o governo angolano geriu eficazmente as suas receitas petrolíferas para custeio do Estado. A balança comercial manteve-se rentável e a dívida externa foi mantida dentro de limites razoáveis. Em 1985, o serviço da dívida atingiu 324 milhões de dólares, ou cerca de 15% das exportações
Foi feito um grande esforço no domínio da educação de adultos e da alfabetização, em especial nos centros urbanos. Em 1986, o número de alunos do ensino primário ultrapassou um milhão e meio e quase meio milhão de adultos aprenderam a ler e escrever. A língua de ensino continuou a ser principalmente o português, mas com experiências de introdução do estudo das línguas africanas locais desde os primeiros anos de escolaridade. As relações entre as igrejas e o partido no poder mantiveram-se relativamente calmas a partir de 1979.
Em janeiro de 1984, foram negociados os acordos de Lusaca com a África do Sul, onde Angola obteve a promessa de que caso retirasse o apoio à Organização do Povo do Sudoeste Africano (SWAPO) — o movimento independentista namibiano — em troca teria a retirada das tropas sul-africanas de seu território. Apesar deste acordo, a África do Sul, sob o pretexto de perseguir guerrilheiros da SWAPO, conduziu operações em larga escala em solo angolano sempre que a UNITA esteve sob ataque das forças governamentais angolanas. Paralelamente, a África do Sul organizou ataques deliberados à Angola, sem relação com a defesa de seus aliados. Em maio de 1985, uma patrulha angolana interceptou um comando sul-africano em Cabinda que estava prestes a sabotar instalações petrolíferas. Os Estados Unidos forneceram mísseis terra-ar Stinger aos rebeldes através da base de Camina no sul do Zaire, instalação que esteve activada durante toda a existência da RPA. A assistência dos Estados Unidos também incluiria armas anti-tanque para permitir à UNITA resistir melhor às ofensivas cada vez mais ameaçadoras do Exército Angolano contra áreas ainda sob o seu controlo no leste e sudeste do país.
Na década de 1980, a África do Sul continuou a apoiar a UNITA, e o governo de Luanda percebeu que teria dificuldades de uma vitória militar a curto prazo. Porém em 1988, a Batalha de Cuito Cuanavale, onde as forças do MPLA apoiadas por Cuba derrotaram a superioridade aérea sul-africana, marcou um ponto de viragem decisivo para a região: abriu as portas para os acordos de Nova Iorque, espoletou a independência da Namíbia e precipitou o declínio inexorável do regime segregacionista sul-africano do apartheid. Anos mais tarde o Presidente do Congresso Nacional Africano, Jacob Zuma, que havia sido convidado para as celebrações do 20º aniversário da Batalha de Cuito Cuanavale, a 23 de Março de 2008, afirmou que "a contribuição do MPLA, [da RPA] e do povo angolano para a luta pela abolição do apartheid na África do Sul não teve igual em nenhum país do continente".
Em 1991, o MPLA e a UNITA assinaram um acordo de paz, o que permitiria eleições multipartidárias em Angola. Apesar dos duros conflitos ainda seguirem-se, a República Popular de Angola foi transformada, em 1992, na atual República de Angola.